# 렙토돈과
렙토돈과(Leptodontaceae)는 털깃털이끼목에 속하는 이끼과의 하나이다. 방울이끼목에 포함시켜 분류하기도 한다. 가는실방울이끼(Forsstroemia cryphaeoides)와 긴방울이끼(Forsstroemia neckeroides), 방울이끼(Forsstroemia trichomitria) 등을 포함하고 있다.

## 하위 속
- Alsia
- 방울이끼속 (Forsstroemia)
- 렙토돈속 (Leptodon)
- Taiwanobryum